# Charles Rickett
Charles Rickett (ur. 13 czerwca 1963 roku) – brytyjski kierowca wyścigowy.

## Kariera
Rickett rozpoczął karierę w międzynarodowych wyścigach samochodowych w 1988 roku od startów w wyścigu klasie narodowej Brytyjskiej Formuły 3, gdzie jednak nie zdobywał punktów. Dwa lata później w tej samej serii był już mistrzem. W późniejszych latach Brytyjczyk pojawiał się także w stawce Cellnet Superprix oraz 24-godzinnego wyścigu Le Mans.